# 摂津職
摂津職（せっつしき / つのつかさ / つのしき）は、日本の律令制下で、飛鳥時代から奈良時代にかけて津国（摂津国）に設置された行政機関。一般国司と同様に同国の司法、行政、警察を担当したほか、難波津・難波京（難波宮）の管理も兼ねた。

## 概要
摂津国は古くより倭国（日本）の軍事・外交の要衝であり、ヤマト王権やその後の律令国家にとってその管掌は重要な課題とされた。そのため、国司に替えて京職に準じた職が置かれ、国司の職務も兼ねて行っていた。加えて、難波津の管理、西国と京の間を行き来する公使のチェックなどを任務としていた。
「摂津職」の初出は、『日本書紀』巻第二十九の、天武天皇6年（677年）の、
とある箇所である。白村江の戦の武将、河辺百枝の民部卿就任と同時に、宣化天皇の後裔である多治比氏が任命されているところからも、摂津職の重要性が読み取れる。
『書紀』の同巻によると、その後、天武天皇12年（683年）12月には、
と天武天皇が詔を出したとあり、これにより、難波宮が造営されて副都とされたため、その管理も行うようになった。なお、この時の「難波宮」は天武天皇末年に、大蔵省からの失火が延焼したことで兵庫職を除く宮の大半が焼失してしまったという。
その後も摂津職・難波宮は維持され、奈良時代の神亀3年（726年）、聖武天皇は播磨国印南野に行幸した帰途に難波宮に立ち寄り、式部卿・従三位の  藤原宇合を知造難波宮事に任命して難波京の造営に着手させている、天平6年（734年）の天皇の行幸の折には、摂津職は吉師部楽を天皇に奏上している。天平16年（744年）には、難波京が一時都とされたこともある。
令制の職員令68によると、摂津職は大夫（長官）、亮（次官）1名、大進・少進（判官）各1名と2名、大属・少属（主典）各1名と2名で構成され、その他、史生3名・使部30名、直丁2名からなる。大夫の職掌として、市、度量、道橋なども掌り、さらに津済（しんさい）、上下公使、舟具を管理し、当時最も重要な海関であった難波津の往来を監察している。摂津職が人口、産業、徴税などをつかさどったほかに舟を管理したのは、この地が西日本の水運の中心地であったからと思われる。
8世紀末、桓武天皇による長岡京の造営が始まると、難波宮の資材が流用されたようで、『類聚三代格』には「難波大宮既に停めらる」とあり、難波京は廃されることとなった。
延暦3年（784年）5月、長岡視察の3日前には、長さが4分で色黒で斑の蟆蟇（たにぐく、ヒキガエル）が2万匹、難波市の南の道にあるたまり水から三町ほど道に沿って南行し、四天王寺の境内に入り込んで、午の刻（正午）ごろ散り散りになった、という摂津職の報告もあった。同月、摂津職の史生が瑞祥として白い燕を献上し、褒美を貰う、という出来事も起こっており、長岡遷都と難波京とに密接なつながりがあることが窺われる。
また、土砂堆積により難波津の水位が上昇し、港としての機能が低下するのを防ぐため、摂津大夫和気清麻呂の指揮のもと、延暦4年（785年）1月には淀川と三国川（神崎川）を直結する新たな水路が開通した。このため、水運の便は大和川から淀川水系へと移行し、長岡京への直接の舟運が可能になった。これらにより、延暦8年7月14日の三関停止に呼応して、摂津職の公私の使いの勘過機能が停止させられ、関津としての機能が失われた。
その後、延暦9年（790年）に摂津職が赤い眼をした白い鼠（祥瑞の現れ）を貢上する、といった過程を経て、平安遷都にともない、延暦12年3月（793年）には摂津職自体も廃止され、新たに摂津国が設置され、国司が任命されるようになった。

## 関連事項
- 日本の官制
- 古代日本の地方官制
- 陪都